# Parafia św. Stanisława Biskupa w Modzerowie
Parafia Świętego Stanisława Biskupa i Męczennika w Modzerowie – rzymskokatolicka parafia położona w południowo-wschodniej części gminy Izbica Kujawska, we wschodniej części gminy Babiak i w zachodniej części gminy Kłodawa. Administracyjnie należy do diecezji włocławskiej, do dekanatu izbickiego. Zamieszkuje ją około 620 wiernych.

## Duszpasterze
- proboszcz: ks. Marek Kasiorkiewicz (od 2003)

## Kościoły
- kościół parafialny: Kościół św. Stanisława Biskupa w Modzerewie

## Historia
Do roku 1591 wieś Modzerowo należała do parafii Izbica Kujawska. W tym roku właściciel dóbr izbickich, Jarosław Sokołowski, postanowił wybudować tu drewniany kościół pod wezwaniem Matki Bożej, któremu niebawem dodano za patrona także św. Stanisława Biskupa i Męczennika. Przy tym kościele, również w 1591 roku, erygowano parafię. Oprócz Modzerowa do parafii należała także pobliska wieś Stypin. Nowy kościół konsekrował w 1595 roku biskup Hieronim Rozdrażewski. W XVII wieku zbudowano przy kościele nową, murowaną zakrystię o sklepieniu kolebkowym. Kiedy kościół ze starości chylił się ku ruinie, w 1796 roku dziedzic izbicki, hrabia Kacper Skarbek, wybudował nową świątynię pod dawnym wezwaniem, także drewnianą, która, remontowana w następnych wiekach, służy parafii do dziś.

## Opis kościoła
Kościół drewniany, orientowany, konstrukcji zrębowej, oszalowany, wzmocniony lisicami. Strop płaski. Ołtarz główny wczesnobarokowy z pierwszej połowy XVII wieku, z barankami, rzeźbami oraz obrazem Trójcy Świętej z XVIII wieku w zwieńczeniu. Dwa ołtarze boczne, rokokowe, z połowy XVIII wieku, z obrazami św. Jana Nepomucena i św. Stanisława, wskrzeszającego Piotrowina. Ambona z chrzcielnicą – wczesnobarokowe z pierwszej połowy XVII wieku. Obraz Pana Jezusa, upadającego pod krzyżem, z końca XVIII wieku. Krucyfiks rokokowy. W ołtarzu głównym - obraz Matki Bożej Częstochowskiej.